# Apheliona bella
Apheliona bella är en insektsart som beskrevs av Irena Dworakowska 1994. Apheliona bella ingår i släktet Apheliona och familjen dvärgstritar. Inga underarter finns listade i Catalogue of Life.